# مارلا سوکولف
مارلا سوکولف (انگلیسی: Marla Sokoloff؛ زادهٔ ۱۹ دسامبر ۱۹۸۰) یک هنرپیشه و خواننده اهل ایالات متحده آمریکا است.

## گزیدهٔ آثار
- آناتومی گری (۲۰۱۵)
- پرورشگاهی‌ها (۲۰۱۳-اکنون)
- سی‌اس‌آی: نیویورک (۲۰۱۱)
- مهره سوخته (۲۰۰۹)
- کدبانوهای وامانده (۲۰۰۵–۲۰۰۴)
- شکر و ادویه (۲۰۰۱)
- دوستان (۲۰۰۱)
- هر چی لازم باشه (۲۰۰۰)
- عقل و احساس (۱۹۹۵)
- گروه پرستاران بچه (۱۹۹۵)
- رفیق، ماشین من کجاست؟ (۲۰۰۰)